# Lake Renegade
Die Lake-250 Renegade, auch Lake LA4-250 Renegade genannt, ist ein Amphibienflugzeug mit Einziehfahrwerk des amerikanischen Herstellers Lake Aircraft. Die Renegade ist die aktuell (2017) in Produktion befindliche letzte Variante einer Entwicklungsreihe, die über die Colonial Skimmer und die Lake Buccaneer führte.

## Geschichte und Ausstattung
Die Bauzeit dieses Flugzeugtyps reicht von 1982 bis in die Gegenwart. Dieser Flugzeugtyp ist als Rettungs- und Aufklärungsflugzeug im Einsatz. Die Variante
LA-250 Seawolf ist vor allem zur Küstensicherung im Einsatz. Das Modell Lake LA-270 Turbo Renegade unterscheidet sich von der LA-250 Renegade nur durch den größeren, aufgeladenen Lycoming IO-540-AA1AD-Motor, der eine Leistung von 201 kW (270 PS) liefert. Mit einer Lake LA-270 Turbo Renegade stellten die Piloten Peter Foster und Robert Mann im Jahre 1988 mit einer Flughöhe von 7467,60 Metern einen Weltrekord für die bis dahin höchste Flughöhe in der Klasse der leichten Amphibienflugzeuge auf.

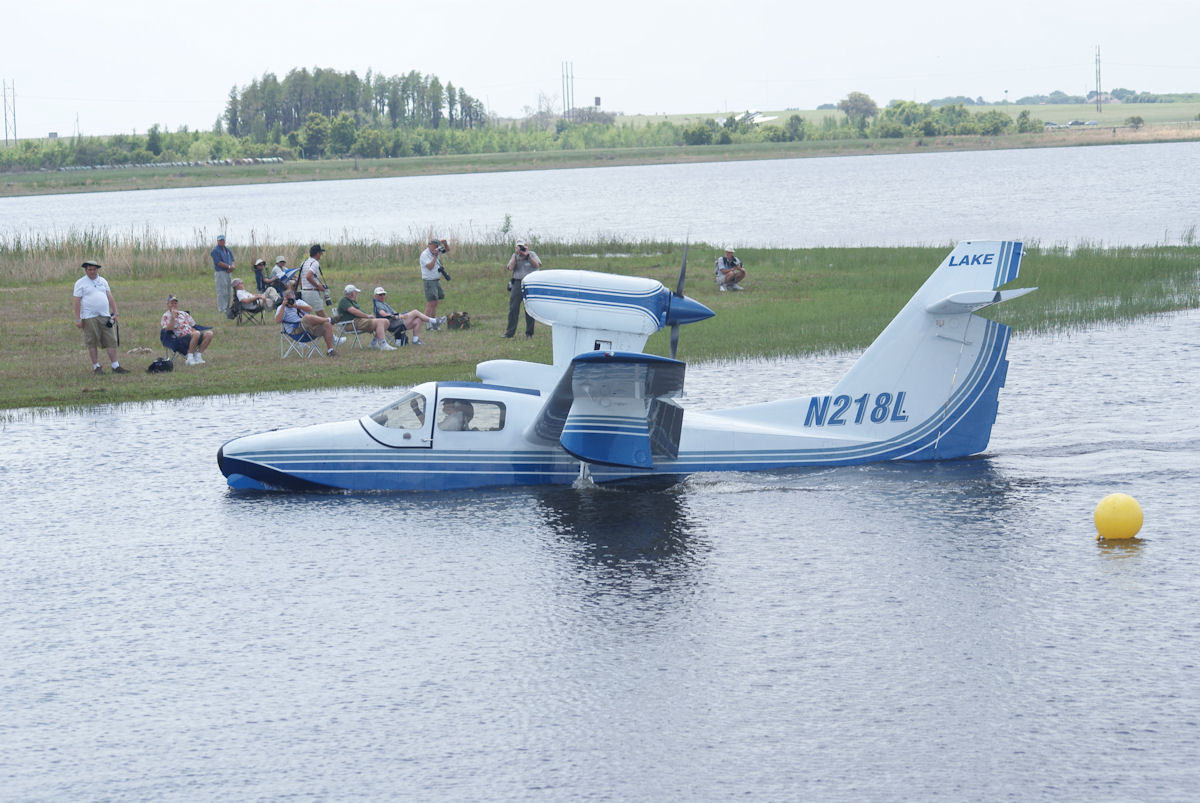
Lake Aircraft LA-250 N218L Taxi

## Technische Daten
| Kenngröße             | Lake LA4-250 Renegade                                                  |
| --------------------- | ---------------------------------------------------------------------- |
| Besatzung             | 1                                                                      |
| Passagiere            | 5                                                                      |
| Länge                 | 8,64 m                                                                 |
| Spannweite            | 11,58 m                                                                |
| max. Startmasse       | 1383 kg                                                                |
| Höchstgeschwindigkeit | 258 km/h                                                               |
| Reichweite            |                                                                        |
| Triebwerk             | ein Sechszylinder-Boxermotor Lycoming IO-540-C4B5; 186 kW (ca. 250 PS) |

## Zwischenfälle
In der Nutzungszeit dieses Flugzeugtyps gab es bisher 6 Unfälle mit insgesamt 13 Toten.